# Samochód półgąsienicowy wz. 34

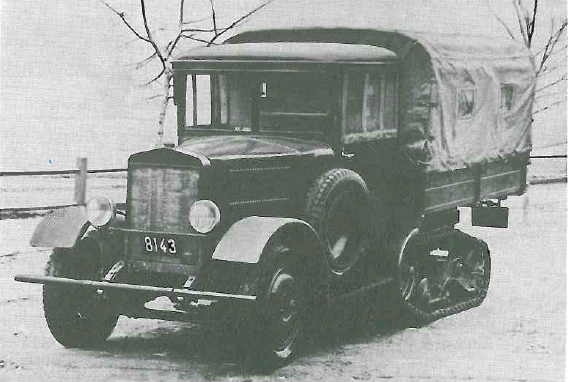
Samochód półgąsienicowy wz. 34

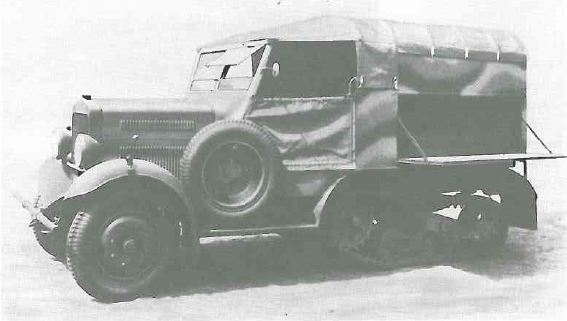
Samochód wz. 34 w wariancie warsztatowym

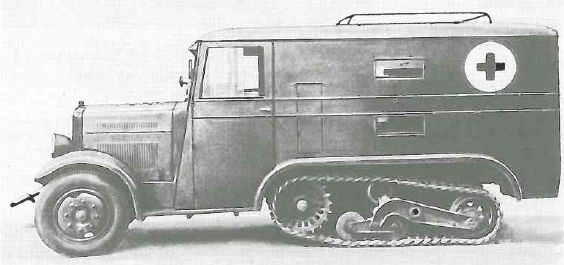
Samochód wz. 34 w wariancie sanitarnym

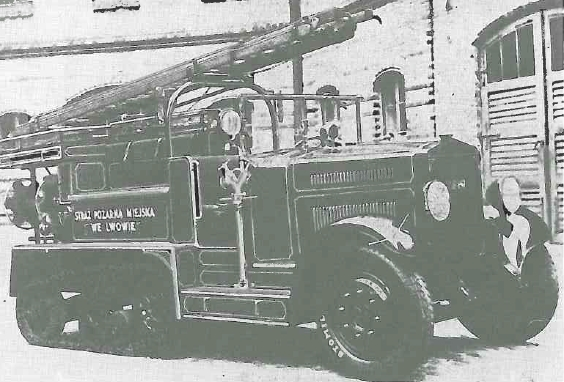
Wóz strażacki na bazie samochodu wz. 34

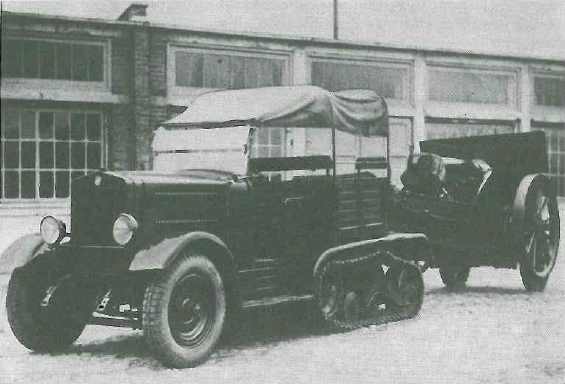
Ciągnik C4P

Samochód półgąsienicowy wz. 34 – polska ciężarówka o napędzie półgąsieniocowym z okresu międzywojennego powstała na bazie samochodu Polski Fiat 621L.

## Historia
W drugiej połowie lat 20. XX wieku we Francji, w zakładach Citroëna powstało wiele samochodów półgąsienicowych. Wykorzystywano w nich wózek gąsienicowy konstrukcji inż. Adolphe’a  Kégresse’a, montowany zamiast tylnych kół pojazdu. Układ gąsienicowy był napędzany tradycyjnie przez most typu samochodowego. Pojazd z takim napędem zachowywał sposób kierowania stosowany w tradycyjnych samochodach, lecz jego własności terenowe ulegały poprawie.
Pojazdy tego typu pojawiły się w Wojsku Polskim już w 1920 roku, kiedy to na bolszewikach zdobyto dwa samochody Austin-Putiłow z wózkami Kegresse. Potem we Francji zakupiono podwozia samochodu Citroën 10CV z wózkami P4T. Niewielką część tych podwozi wykorzystano do budowy ciężarówek, zaś pozostałe 90 sztuk posłużyły do budowy samochodów pancernych wz. 28. W kolejnych latach Polska zakupiła jeszcze kilka nowszych modeli francuskich pojazdów półgąsienicowych, m.in. samochody dowódcze P19 oraz ciągniki artyleryjskie P14.
W chwili gdy w Polsce rozpoczęła się licencyjna produkcja ciężarówek Fiat 621 pojawił się pomysł stworzenia na ich bazie pojazdu z napędem półgąsienicowym. Projekt takiego wozu powstał w roku 1934 w Biurze Badań Technicznych Broni Pancernych oraz Biurze Studiów PZInż. Otrzymał on oznaczenie samochód półgąsienicowy wz. 34. Prototypy zbudowano w 1935 roku, zaś w roku następnym poddano je testom podczas rajdu motorowego przeprowadzonego na Kresach. Podczas tego rajdu prototypy poradziły sobie całkiem dobrze, wobec czego samochód wz. 34 zatwierdzono do produkcji seryjnej.
Produkcja seryjna samochodów wz. 34 odbywała się w Państwowych Zakładach Inżynierii w Warszawie, w latach 1936–1939. Podczas tego okresu powstało ok. 400 wozów różnych wersji, w tym 80 ciągników C4P.

## Opis konstrukcji
Samochód półgąsiecnicowy wz. 34 powstał na bazie ciężarówki Polski Fiat 621L. Zmiany konstrukcyjne wynikające z zastąpienia tylnych kół wózkiem gąsienicowym obejmowały przeniesienie mostu napędowego do przodu, zaś tłumik wydechowy przesunięto do tyłu. Pojazd miał, także nową skrzynię biegu – wynikało to z zastosowania reduktora oraz zmiany przełożeń.
Bez większych zmian pozostał przód samochodu – m.in. układ kierownicy, resory, amortyzatory zawieszenia, osie kół, silnik Polski Fiat 122B (PZInż. 367) oraz chłodnica były takie same jak w samochodzie Fiat 621.
Jednak szybko okazało się, że zastosowany silnik przy dużym obciążeniu jest za słaby. W roku 1936 inż. Aleksander Rummel opracował wzmocnioną wersję silnika Polski Fiat 122B. Zmiany w konstrukcji spowodowały wzrost mocy z 45 do 63 KM. W roku 1939 rozpoczęto produkcję tych silników pod oznaczeniem PZInż. 357. Wyposażano w nie nowo wyprodukowane samochody wz. 34, a także instalowano je przy remontach pojazdów.
Zastosowany wózek konstrukcyjnie był bliski wózkowi systemu Kégresse’a. Była to jednak nowa konstrukcja z odmiennymi rozwiązaniami napinania gąsienicy, innym wahaczem oraz wózkiem jezdnym. Zastosowano także inne, bezsworzeniowe metalowo-gumowe gąsienice patentu inż. L. Białkowskiego.

## Warianty
Samochody półgąsienicowe wz. 34 występowały w wariantach: transportowym (ze skrzynią ładunkową), sanitarnym oraz warsztatowym. Wozy techniczne (warsztatowe) miały otwarte, całkowicie stanowe nadwozia ze skrzynią o wysokich, odchylanych burtach. Inaczej zbudowane nadwozia miały ambulansy sanitarne. Stalowa kabina była zamknięta i zewnętrzne tworzyła jedną wspólną część. Jednakże przedział sanitarny był oddzielony od szoferki metalową ścianką z przesuwnym okienkiem. Ambulans mógł przewozić 8 chorych siedzących lub 4 rannych leżących. Na bazie samochodu wz. 34 we Lwowie powstały, także wozy strażackie. Nadwozia wykonała Spółdzielnia „Unia Strażacka”.
Ponadto na bazie samochodu wz. 34 powstała wersja przeznaczona do holowania dział artyleryjskich, oznaczona jako ciągnik artyleryjski C4P. Charakteryzowała się ona krótszą ramą, krótszą skrzynią ładunkową oraz zastosowaniem haku holowniczego. Ciągniki C4P wykorzystywano do holowania armat polowych kal. 75, 100 i 120 mm, haubic kal. 155 mm wz. 17, armat przeciwlotniczych kal. 75 mm wz. 36, a także m.in. przyczep amunicyjnych.